# Volby ve Slovinsku

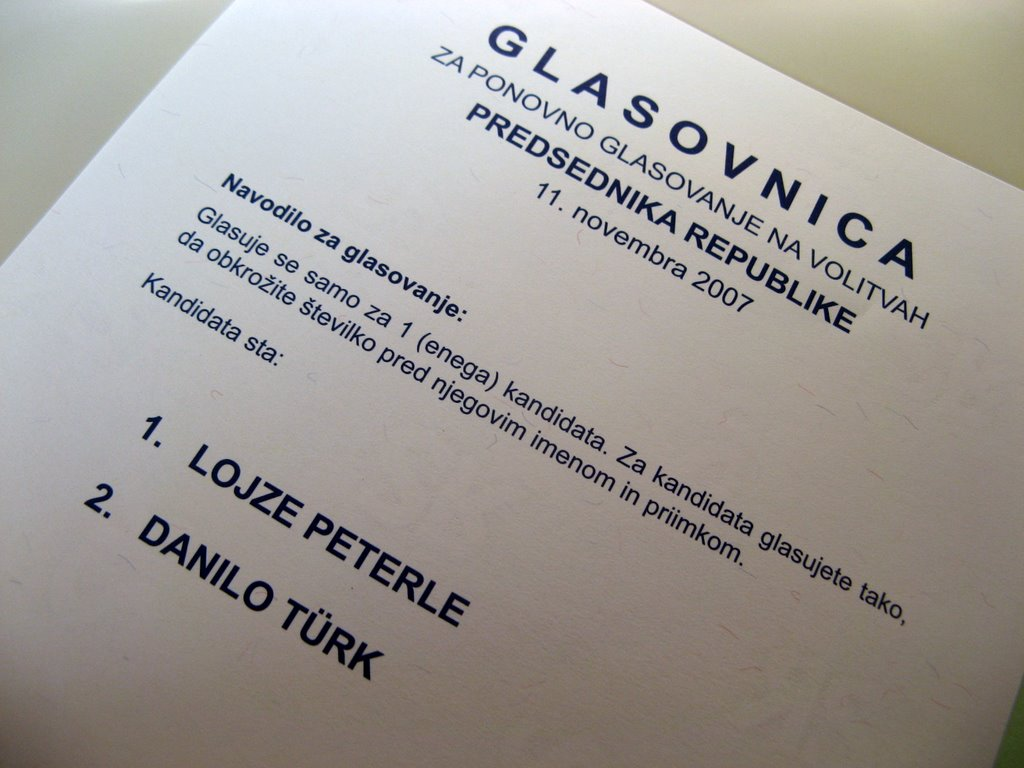
Volební lístek z druhého kola prezidentských voleb, 2007

Volby jsou ve Slovinsku v zásadě všeobecné a rovné. V kontextu voleb a hlasování lze ve Slovinsku hovořit o volbách prezidenta republiky, volbách do Státního shromáždění a Státní rady, volbách do Evropského parlamentu, místních volbách a konečně i o referendech.
Prezident je volen přímo v zásadě na pětileté období. Devadesátičlenné Státní shromáždění je voleno na čtyři roky, čtyřicetičlenná Státní rada na pět.
Právo volit a být volen má každý občan Republiky Slovinsko starší osmnácti let, přičemž zákon může stanovit případy a předpoklady, kdy volební právo bude náležet i cizincům.

## Ústavní zakotvení
Ústava Republiky Slovinsko ve svém článku 3 uvádí, že zdrojem veškeré moci je lid, přičemž tuto moc vykonávají občané Slovinska ve volbách na základě dělby moci na zákonodárnou, výkonnou a soudní. Ve článku 43 pak Ústava definuje volební právo jako všeobecné a rovné. Pasivní i aktivní volební právo získávají občané Slovinska dosažením osmnácti let. V zákonem stanovených případech přísluší volební právo také cizincům (například volby do Evropského parlamentu).

## Prezidentské volby
Prezident Republiky Slovinsko je volen v přímých, všeobecných a tajných volbách. Prezident je volen na dobu pěti let, opakovaně může být zvolen pouze jednou. Pokud nemůže prezident svůj úřad vykonávat (úmrtí, odstoupení aj.) musí být vypsány volby do patnácti dní po okamžiku uprázdnění funkce. Volební období prezidenta se však může i prodloužit, což připadá v úvahu pouze za situace, kdy by uplynulo volební období v průběhu válečného nebo výjimečného stavu. Pak by došlo ke skončení mandátu až šest měsíců po skončení válečného nebo výjimečného stavu.
Prezidentem může být zvolen pouze slovinský občan. Volby vyhlašuje předseda Státního shromáždění.
Doposud proběhly volby prezidenta v letech 1992, 1997, 2002, 2007 a 2017.

## Volby do Státního shromáždění

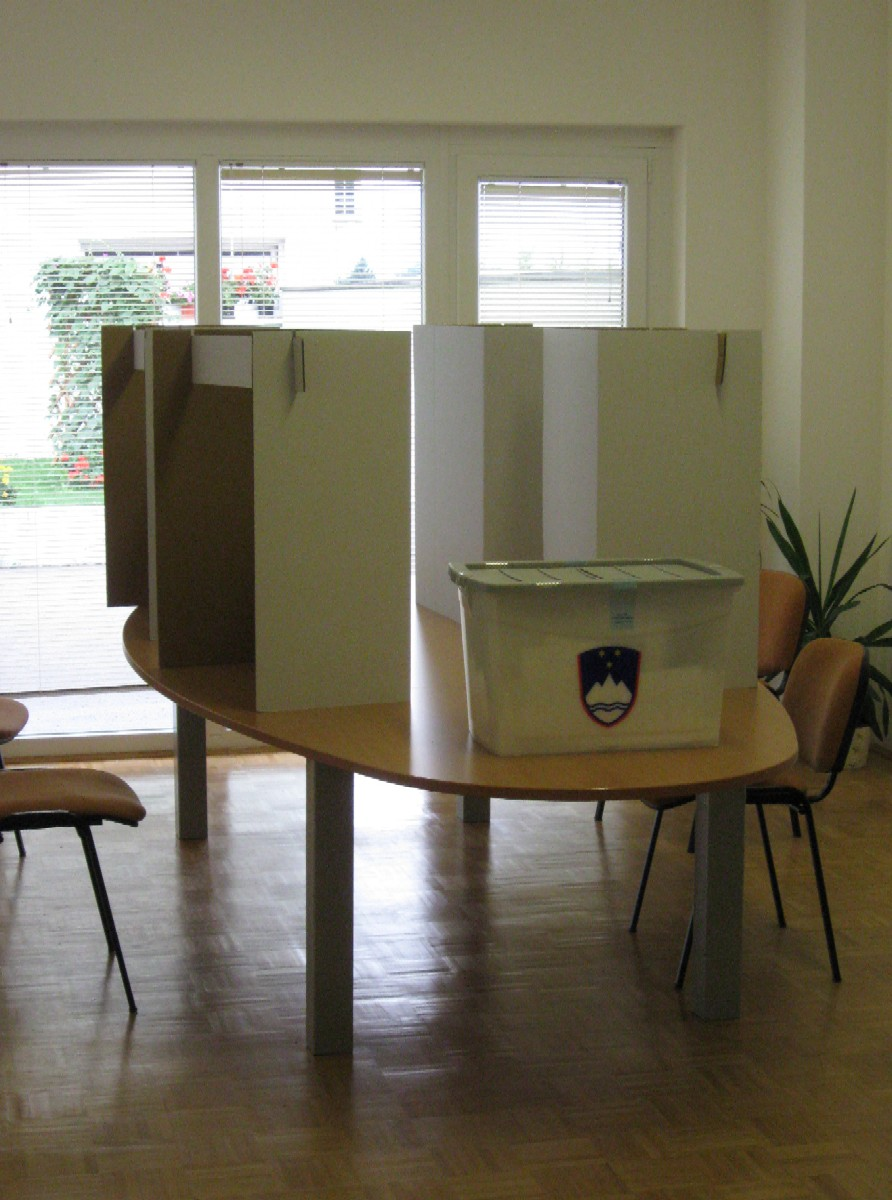
Volební plenty s urnou

Slovinsko je pro volby do Státního shromáždění rozděleno na osm volebních obvodů, z nichž každý je rozdělen na další jedenáct nominačních jednotek. Celkově je voleno 88 poslanců. Volební práh je nastaven na 4 %. Volby se konají v jeden den, zpravidla mezi 7 a 19 hodinou. V případě, že volič nebude v tento den přítomen, může hlasovat předem, ne však více než pět dní před dnem voleb.
Jakmile skončí hlasování, zjistí volební komise, kolik hlasů obdrželi jednotliví kandidáti. Počet mandátů, které získá kandidátka, se zjišťuje na základě vypočtené kvóty (do roku 2000 Haareova kvóta, od roku 2000 sice zákonem vymezena Droopova kvóta, avšak natolik nejasně, že se v některých případech hovoří spíše o Hagenbach-Bischoffově kvótě). Po výpočtu koeficientu připadne kandidátce tolik mandátů, kolikrát je kvocient obsažen v počtu odevzdaných hlasů. Zvoleni jsou ti kandidáti, kteří obdrželi nejvyšší podíl hlasů, přičemž v případě shody rozhoduje los. Z prvního kola nerozdělené mandáty jsou rozděleny ve druhém skrutiniu, kdy je použit d’Hondtův dělitel. Do druhého skrutinia jsou zařazeny všechny hlasy.
Volební obvody (volilna enota) VE 1 Kranj; VE 2 Postojna; VE3 Lublaň, Centrum; VE4 Lublaň, Bežigrad; VE5 Celje; VE6 Novo mesto; VE7 Maribor; VE8 Ptuj; VE9 Koper; VE10 Lendava.
V letech samostatnosti Slovinska došlo několikrát k zásahům do volebního systému. Zatímco pravice prosazuje většinový model, levice poměrný. O volebním systému se rozhodovalo také v roce 1996 v referendu. Žádný z návrhů však nezískal absolutní většinu, a tak se rozhodování dostalo těsně před jeho většinovou obměnou k Ústavnímu soudu, jehož členové se identifikovali spíše s pravou částí politického spektra. Dlouhodobý konflikt soudu se středolevou vládou tak vygradoval, když soud přikázal Státnímu shromáždění, aby přijal volení zákon založený právě na většinovém volebním systému. Takový konkrétní příkaz však poslanci opakovaně odmítli s odkazem na Ústavu, podle níž nejsou poslanci vázání žádnými pokyny.
Zbývající dva mandáty připadají zástupcům menšin (italské a maďarské). Tito jsou voleni Bordovým systémem. Pro jejich zvolení není nutné dosáhnout na celostátní úrovni čtyřprocentního zisku.
Volby do Státního shromáždění proběhly v letech 1992, 1996, 2000, 2004, 2008, 2011 a 2014.

## Volby do Státní rady
Volby do Státní rady jsou nepřímé a nejsou rovné. Členové Státní rady jsou voleni sbory volitelů, které volí zastupitelé místní samosprávy a zástupci profesních zájmů. Seznamy volitelů se předkládají volební komisi. Zástupce profesních organizací mohou volit i cizinci, kteří vykonávají hospodářskou aktivitu ve volebním obvodě. Volby vyhlašuje předseda Státního shromáždění. Pokud v průběhu volebního období dojde k uvolnění mandátu, konají se doplňovací volby. Pokud ale dojde k uvolnění mandátu v posledních šesti měsících volebního období, zůstane mandát neobsazený. Volby ve sborech volitelů jsou tajné a ve všech sborech musejí proběhnout v jednom týdnu. Voleb se musí zúčastnit většina volitelů, pokud se tak nestane, koná se do týdne nové shromáždění, kde již počet volitelů nehraje roli. Na průběh voleb dohlíží pětičlenný volební výbor zvolený z řad volitelů. Každý volitel může vybrat tolik jmen, kolik kandidátů může jeho organizace zvolit. Zvítězí ten kandidát, který má největší počet hlasů, v případě shody rozhoduje los.

## Místní volby
Místní volby se konají jen na určitém území Slovinska (obvykle na území občiny). Občané tak volí starostu, obecní shromáždění a obecní radu. Místní volby se konaly v letech 1994, 1998, 2002 a 2006.

## Referenda
Slovinská Ústava zmiňuje referendum v zásadě na čtyřech místech, když hovoří o referendu o přenosu výkonu suverénních práv na mezinárodní organizaci (čl. 3a Ústavy), zákonodárném referendu (čl. 90 Ústavy), referendu, které předchází zřízení občiny (čl. 139) a referendu potvrzujícím změny Ústavy (čl. 170).
Vsunutí zmínky o referendu ve vztahu k mezinárodní organizaci a přenosu práv na ni je důsledkem vstupu Slovinska do euroatlantických struktur – Slovinci tak vytvořili obecnou úpravu přechodu práv, čímž zvolili odlišný postup než český parlament, který ústavu a další právní předpisy doplnil u stejné příležitosti ustanoveními použitelnými výhradně k referendu o vstupu do Evropské unie. Pokud by mezinárodní smlouva o přechodu části suverénních práv na mezinárodní organizaci byla ve Slovinsku rozhodována v referendu, je návrh přijat, pokud by se pro něj vyjádřila většina platně odevzdaných hlasů.
Zákonodárné referendum může vyhlásit Státní shromáždění k otázkám, které se upravují zákonem. Výsledky referenda je Státní shromáždění vázáno. Referendum může Státní shromáždění vyhlásit z vlastní iniciativy, nebo musí, pokud o to požádá nejméně třetina poslanců nebo čtyřicet tisíc voličů. Hlasovat v referendu mohou všichni občané s volebním právem. Návrh je schválen, pokud získal většinu odevzdaných hlasů.
Na návrh nejméně třiceti poslanců musí Státní shromáždění předložit návrh na ústavní změnu voličům ke schválení v referendu. Změna Ústavy je pak přijata, pokud se referenda zúčastnila většina voličů a pro změnu se vyslovila většina odevzdaných hlasů.
Doposud se uskutečnilo sedmnáct celostátních referend a dvě místní. Dvě místní poradní referenda o občinách ve Slovinsku se konala v lednu a dubnu 2006, zbývající celostátní referenda:
- Referendum o volbách do Státního shromáždění (Referendum za volitve v državni zbor; 8. prosince 1996)
- Referendum o otázce financování výstavby termoelektrárny Trbovlje 3 (Referendum o vprašanju financiranja izgradnje TET3; 10. ledna 1999)
- Následné zákonodárné referendum o léčbě neplodnosti a postupu asistované reprodukce (Naknadni zakonodajni referendum o zdravljenju neplodnosti in postopkih oploditve z biomedicinsko pomočjo; 17. června 2001)
- Zákonodárné referendum o návrhu zákona o restrukturalizaci a privatizaci státního podniku Slovinské železnice (Zakonodajni referendum v zvezi s predlogom zakona o preoblikovanju in privatizaciji javnega podjetja Slovenske železnice d.d.; 19. ledna 2003)
- Zákonodárné referendum o návrhu zákona, kterým se mění zákon o návratnosti investic do veřejné telekomunikační sítě (Zakonodajni referendum v zvezi s predlogom zakona o spremembah in dopolnitvah zakona o vračanju vlaganj v javno telekomunikacijsko omrežje; 19. ledna 2003)
- Zákonodárné referendum o otevírací době obchodů (Zakonodajni referendum o odpiralnem času trgovin; 21. září 2003)
- Poradní referendum o vstupu Slovinska do Evropské unie (Posvetovalni referendum o vstopu Slovenije v Evropsko unijo; 2003)
- Poradní referendum o vstupu Slovinska do NATO (Posvetovalni referendum o vstopu Slovenije v NATO; 2003)
- Poradní referendum o restrukturalizaci a privatizaci státního podniku Slovinské železnice (Posvetovalni referendum o preoblikovanju in privatizaciji javnega podjetja Slovenske železnice, d.d.; 2003)
- Referendum o Technickém zákonu (Referendum o Tehničnem zakonu; duben 2004)
- Referendum o Radioteleviziji Slovenija (Referendum o RTV; 25. září 2005)
- Referendum o pojištění (Referendum o zavarovalnicah; 11. listopadu 2007)
- Poradní referendum o krajích (Posvetovalni referendum o pokrajinah; 22. června 2008)
- Referendum o ratifikaci rozhodčí dohody mezi Slovinskem a Chorvatskem (Referendum o ratifikaciji Arbitražnega sporazuma med Slovenijo in Hrvaško; 6. června 2010)
- Zákonodárné referendum o zákonu o Radioteleviziji Slovenija (Zakonodajni referendum o Zakonu o Radioteleviziji Slovenija; 12. prosince 2010)[22]
- Referendum o malé práci (Referendum o malem delu; 9. dubna 2011)[23]
- Referendum o zákoně o prevenci práce a zaměstnávání na černo (Referendum o Zakonu o preprečevanju dela in zaposlovanja na črno; 5. červen 2011)[24]
- Referendum o zákoně o starobním a invalidním pojištění (Referendum o Zakonu o pokojninskem in invalidskem zavarovanju; 5. červen 2011)[24]
- Referendum o zákoně, kterým se mění a doplňuje zákon o ochraně dokumentačního a archivního fondu a archivech (Referendum o Zakonu o spremembah in dopolnitvah Zakona o varstvu dokumentarnega in arhivskega gradiva ter arhivih; 5. červen 2011)[24]
- Referendum o legalizaci manželství osob stejného pohlaví